# 手代木茂篤
手代木 茂篤（てしろぎ しげあつ、1855年 - 1928年1月6日）は、日本の地方政治家。明治時代の北海道胆振地方で行政首長を務めた。

## 来歴
仙台藩領亘理支藩（現・宮城県亘理郡亘理町）出身。幼名は虎一郎だった。亘理伊達家の北海道移住に伴い、1871年（明治4年）15歳で渡道する。開拓に従事しながら1885年（明治18年）7月に有珠郡各村戸長役場用係に雇用される。
有珠郡各村、苫小牧外六か村、虻田、礼文、弁辺などで戸長を務め、虻田村、伊達村、苫小牧村、恵庭村の村長を歴任した。
甥に衆議院議員の手代木隆吉、孫に俳人の手代木茂守がいる。

## 記録の残る戸長及び村長在任期間
- 苫小牧他六ヵ村戸長

1897年1月 - 1901年
- 虻田戸長

1901年11月 - 1902年3月31日
- 虻田村長（初代）

1902年4月～1904年2月29日
- 伊達村長（4代）

1904年5月16日 - 1908年5月11日
- 苫小牧村長（5代）

1908年6月 - 1910年7月
- 恵庭村長（2代）

1910年7月 - 1913年12月

## 代表的な施政
1897年（明治30年）6月 - 苫小牧村より厚真村の分村
1900年（明治33年）6月 - 苫小牧村より安平村の分村
1903年（明治36年）4月 - 有珠第二小学校、関内尋常小学校分教場を開設
1907年（明治40年）東紋鼈尋常小学校を開設